# Större tigerpapegoja
Större tigerpapegoja (Psittacella brehmii) är en fågel i familjen östpapegojor inom ordningen papegojfåglar.

## Utseende och läte
Större tigerpapegoja är en medelstor papegoja med grön kropp, tvärbandad rygg och övergump, brunt ansikte med silvergrå näbb och rött under stjärten. Hanen har en gul halvmåne som kantar det bruna ansiktet och honan har ytterligare tvärbandning undertill. Arten liknar mångfärgad tigerpapegoja men är större samt har grön övergump och bruna kinder. Lätet är ett gnyende nasalt "chew!" eller ett stigande "chuuit!".

## Utbredning och systematik
Större tigerpapegoja delas in i fyra underarter:
- Psittacella brehmii brehmii – förekommer på nordvästra Nya Guinea (bergsskogar på Fågelhuvudhalvön)
- Psittacella brehmii intermixta – förekommer på västra Nya Guinea (Sudirmanbergen, Weylandbergen och Mount Goliath)
- Psittacella brehmii harterti – förekommer på östra Nya Guinea (berg på Huonhalvön)
- Psittacella brehmii pallida – förekommer i berg på centrala Papua Nya Guinea

Fåglar i bergsområdet Schrader Range på östcentrala Nya Guinea urskiljs ibland som underarten buergersi.

## Levnadssätt
Större tigerpapegoja hittas i skog och skogsbryn i medelhöga bergstrakter. Den födosöker på alla nivåer och kan lätt förbises.

## Status och hot
Arten har ett stort utbredningsområde, men tros minska i antal, dock inte tillräckligt kraftigt för att den ska betraktas som hotad. Internationella naturvårdsunionen IUCN listar arten som livskraftig (LC).

## Namn
Fågelns vetenskapliga artnamn hedrar Dr Alfred Edmund Brehm (1829-1884), tysk zoolog, resande och samlare. Fram tills nyligen kallades den även Brehms tigerpapegoja på svenska, men justerades 2022 till ett enklare och mer informativt namn av BirdLife Sveriges taxonomikommitté.